# 尼泊尔地方政府
尼泊尔地方政府是尼泊尔政府体制中的第三级政权，由省政府管理，而省政府则隶属于联邦政府。根据《2015年尼泊尔宪法》第56条的规定，地方政府包括农村市镇、市镇和县议会。
农村市镇和市镇的治理机构分别称为村执行机构和市政执行机构。县议会则由县协调委员会管理。
尼泊尔全国共有77个县，每个县设有自己的县议会；同时设有753个地方行政单位（包括6个都市、11个次都市、276个市镇和460个农村市镇），每个单位都有自己的执行机构。《2015年尼泊尔宪法》附件8授予这些地方政府22项专属权力，使其有权制定相关法律以行使这些职能。除这些专属权力外，还有15项并行权力，联邦、省和地方三级政府均可依照协调、合作与共存的原则共同行使。